# Benjamin Slonik
Benjamin Slonik (właściwie Benjamin Aaron ben Abraham; ur. 1550, zm. 1619) – polski rabin, talmudysta, członek Sejmu Czterech Ziem.

## Życiorys
Urodził się najprawdopodobniej w Grodnie na Litwie. Tam też w młodości podejmował nauki pod okiem Natana Naty Spiry. Nauczali go także Salomon Luria oraz Salomon Ben Lejsbusz. Był rabinem na Śląsku i w Podhajcach. W okresie przed i po śmierci Mojżesza Ben Israela Isserlesa (1572 r.) przebywał też na terenie Krakowa, jednak nie dysponujemy materiałami źródłowymi potwierdzającymi by służył tam jako rabin.

## Prawo halachiczne
Slonik był człowiekiem niezależnym i niepoddającym się cudzym teoriom i interpretacjom prawa. Nie bał się stawiać kontrowersyjnych pytań i odpowiedzi, sprzeciwiał się swoim współpracownikom i nauczycielom. Nawet jako nowa postać w środowisku Podhajec, potrafił stanąć w opozycji przeciw miejscowym talmudystom. Nie akceptował żadnych źródeł i dowodów, bez uprzedniego zobaczenia ich na własne oczy.  Wiele decyzji podejmował na bazie zupełnie nowych, nieznanych dotychczas reguł. Oprócz prawd talmudycznych, kierował się przede wszystkim wiedzą medyczną, historyczną i logiką. I tak na przykład, skorzystał z naukowej obserwacji, iż szybkie zamrożenie zabezpiecza ciało na długi czas, co staje się wiarygodnym dowodem by zidentyfikować ofiarę o wiele później niż zwykły limit trzy dni po śmierci.
W kwestii sprawy kobiet agunot (hebr. עגונות; zakotwiczonych) obierał postawę przeciwną do surowych w tym względzie rabinów aszkenazyjskich, opowiadając się po stronie bardziej przychylnego wobec opuszczonych żon sefardyjskiego rabina Elijaha Mizrahiego. Kontrowersyjną  decyzją było także zezwolenie na studiowanie Tory niepiśmiennym czy też niewidomym żydom. Z drugiej jednak strony, Slonik konserwatywnie przestrzegał ścisłych zasad odnośnie do czytania tekstu Tory czy też melodii odśpiewywanych w synagogach. Jako rabin był mocno zaangażowany w życie gminy, podejmował się rozwiązywania lokalnych konfliktów, decydował o podatkach, rozwodach czy też w kwestiach morderstw. Wiele jego rozstrzygnięć sytuacji miało na celu rozwiązanie kontrowersyjnych i popularnych w ówczesnych czasach sporów.  Do dziś pozostaje wielkim autorytetem rabinicznym, głównie dla środowisk żydowskich w Polsce czy Niemczech.

## Twórczość
Klarowny styl pisania, poprawność gramatyczną języka oraz naukowe podejście do prawa żydowskiego zawdzięcza przede wszystkim wybitnemu nauczycielowi Salomonowi Lurii (Maharszalowi). 
Napisał cztery książki:
- „Masat Benjamin” (Kraków 1633) – zbiór 112 respons,
- „Seder Micwot Naszim, Eyn schoen Frauenbuechlein” (Kraków 1577, 1585, Bazylea 1602) – tekst w języku jidysz dotyczący religijnych obowiązków kobiet i ich pozycji w społeczeństwie żydowskim;  współcześnie, w języku angielskim,  wykorzystany i przeredagowany przez Edwarda Frama w książce My dear daughter: Rabbi Bejamin Slonik and the education of Jewish women In sixteen-century Poland
- „Sefer ha-Ebronot” – rozprawa naukowa dotycząca roku przestępnego w kalendarzu żydowskim,
- „Seder ha-Lizah” – tekst dotyczący prawa lewiratu.

Dwie ostatnie z nich nie zachowały się do czasów dzisiejszych.

## Życie prywatne
Miał dwie córki, z których jedna zmarła za jego życia, oraz dwóch synów: Abrahama (rabin brzeski) i Jakuba.